# Filippo di Borgogna-Beveren
Filippo di Borgogna-Beverene (1450  ca. – Bruges, 4 luglio 1498) fu conte di La Roche e signore di Beveren e di la Veree.

## Biografia
Figlio di Antonio il bastardo di Borgogna e di Marie de la Vieville, fu a sua volta padre di Adolphe di Borgogna e nonno di Massimiliano II di Borgogna. Nel 1491 fu investito da Maria di Borgogna col titolo di ammiraglio delle Fiandre, titolo mantenuto fino alla sua morte avvenuta nel 1498, governò l'Artois, e come il padre e tutta la nobiltà borgognona fu cavaliere del Toson d'Oro. Venne maritato con Anne de Borselle, dama di la Veree.

## Ascendenza
|                                                |                                                  |                                     | Genitori                                       |  |  | Nonni |  |  | Bisnonni                   |  |  | Trisnonni                    |  |
|                                                |                                                  |                                     |                                                |  |  |       |  |  | Giovanni, duca di Borgogna |  |  | Filippo II, duca di Borgogna |  |
|                                                |                                                  |                                     |                                                |  |  |       |  |  | Giovanni, duca di Borgogna |  |  | Filippo II, duca di Borgogna |  |
|                                                |                                                  | Margherita III, contessa di Fiandra |                                                |  |  |       |  |  | Giovanni, duca di Borgogna |  |  |                              |  |
| Filippo III, duca di Borgogna                  |                                                  |                                     |                                                |  |  |       |  |  | Giovanni, duca di Borgogna |  |  |                              |  |
|                                                |                                                  | Margherita di Baviera               | Alberto I, duca di Baviera                     |  |  |       |  |  |                            |  |  |                              |  |
|                                                |                                                  | Margherita di Baviera               | Alberto I, duca di Baviera                     |  |  |       |  |  |                            |  |  |                              |  |
|                                                |                                                  | Margherita di Baviera               | Margherita di Brieg                            |  |  |       |  |  |                            |  |  |                              |  |
| Antonio, conte de la Roche-en-Ardenne          |                                                  | Margherita di Baviera               |                                                |  |  |       |  |  |                            |  |  |                              |  |
|                                                |                                                  | Louis Raoul de Presles              | …                                              |  |  |       |  |  |                            |  |  |                              |  |
|                                                |                                                  | Louis Raoul de Presles              | …                                              |  |  |       |  |  |                            |  |  |                              |  |
|                                                |                                                  | Louis Raoul de Presles              | …                                              |  |  |       |  |  |                            |  |  |                              |  |
| Jeanne de Presles                              |                                                  | Louis Raoul de Presles              |                                                |  |  |       |  |  |                            |  |  |                              |  |
|                                                |                                                  | Jeanne de Lisy                      | …                                              |  |  |       |  |  |                            |  |  |                              |  |
|                                                |                                                  | Jeanne de Lisy                      | …                                              |  |  |       |  |  |                            |  |  |                              |  |
|                                                |                                                  | Jeanne de Lisy                      | …                                              |  |  |       |  |  |                            |  |  |                              |  |
| Filippo, signore di Beveren                    |                                                  | Jeanne de Lisy                      |                                                |  |  |       |  |  |                            |  |  |                              |  |
|                                                | Pierre V de La Viéfville, signore di La Viéville | …                                   |                                                |  |  |       |  |  |                            |  |  |                              |  |
|                                                | Pierre V de La Viéfville, signore di La Viéville | …                                   |                                                |  |  |       |  |  |                            |  |  |                              |  |
|                                                | Pierre V de La Viéfville, signore di La Viéville | …                                   |                                                |  |  |       |  |  |                            |  |  |                              |  |
| Pierre VI de La Viéville, signore di Tournehem | Pierre V de La Viéfville, signore di La Viéville |                                     |                                                |  |  |       |  |  |                            |  |  |                              |  |
|                                                |                                                  | Catherine Claude de Monchy          | …                                              |  |  |       |  |  |                            |  |  |                              |  |
|                                                |                                                  | Catherine Claude de Monchy          | …                                              |  |  |       |  |  |                            |  |  |                              |  |
|                                                |                                                  | Catherine Claude de Monchy          | …                                              |  |  |       |  |  |                            |  |  |                              |  |
| Marie de La Vieville                           |                                                  | Catherine Claude de Monchy          |                                                |  |  |       |  |  |                            |  |  |                              |  |
|                                                |                                                  | Jean de Preures                     | Jean de Preures                                |  |  |       |  |  |                            |  |  |                              |  |
|                                                |                                                  | Jean de Preures                     | Jean de Preures                                |  |  |       |  |  |                            |  |  |                              |  |
|                                                |                                                  | Jean de Preures                     | Jeanne de Mailly                               |  |  |       |  |  |                            |  |  |                              |  |
| Isabella de Preures                            |                                                  | Jean de Preures                     |                                                |  |  |       |  |  |                            |  |  |                              |  |
|                                                |                                                  | Alix de Morialmé de Condé           | Robert de Condé, signore di Streppy e Morialmé |  |  |       |  |  |                            |  |  |                              |  |
|                                                |                                                  | Alix de Morialmé de Condé           | Robert de Condé, signore di Streppy e Morialmé |  |  |       |  |  |                            |  |  |                              |  |
|                                                |                                                  | Alix de Morialmé de Condé           | Maria de Ghistelles                            |  |  |       |  |  |                            |  |  |                              |  |
|                                                |                                                  | Alix de Morialmé de Condé           |                                                |  |  |       |  |  |                            |  |  |                              |  |